# Јонсдорф
Јонсдорф (њем. Jonsdorf) општина је у њемачкој савезној држави Саксонија. Једно је од 59 општинских средишта округа Герлиц. Према процјени из 2010. у општини је живјело 1.804 становника. Посједује регионалну шифру (AGS) 14626210.

## Географски и демографски подаци
Јонсдорф се налази у савезној држави Саксонија у округу Герлиц. Општина се налази на надморској висини од 549 метара. Површина општине износи 9,1 km². У самом мјесту је, према процјени из 2010. године, живјело 1.804 становника. Просјечна густина становништва износи 199 становника/km².